# 山之目車站
山之目車站（日语：／ Yamanome eki */?）是一由東日本旅客鐵道（JR東日本）的所經營鐵路車站，位於日本岩手縣一關市山之目町（山ノ目町）3丁目。山之目是JR東北本線沿線一個無人車站，屬JR東日本盛岡支社管轄範圍，並由一之關車站代管。

## 車站結構
側式月台2面2線的地面車站。起初為2面3線，後來撤去2號月台的軌道。各月台以跨線天橋連接。
一之關站管理的無人站。

### 月台配置
| 月台 | 路線      | 方向 | 目的地     |
| ---- | --------- | ---- | ---------- |
| 1    | ■東北本線 | 下行 | 盛岡方向   |
| 3    | ■東北本線 | 上行 | 一之關方向 |

## 相鄰車站
東日本旅客鐵道
■東北本線
一之關－山之目－平泉

## 外部連結
- （日語）山之目車站（JR東日本） （页面存档备份，存于）